# Deltamast

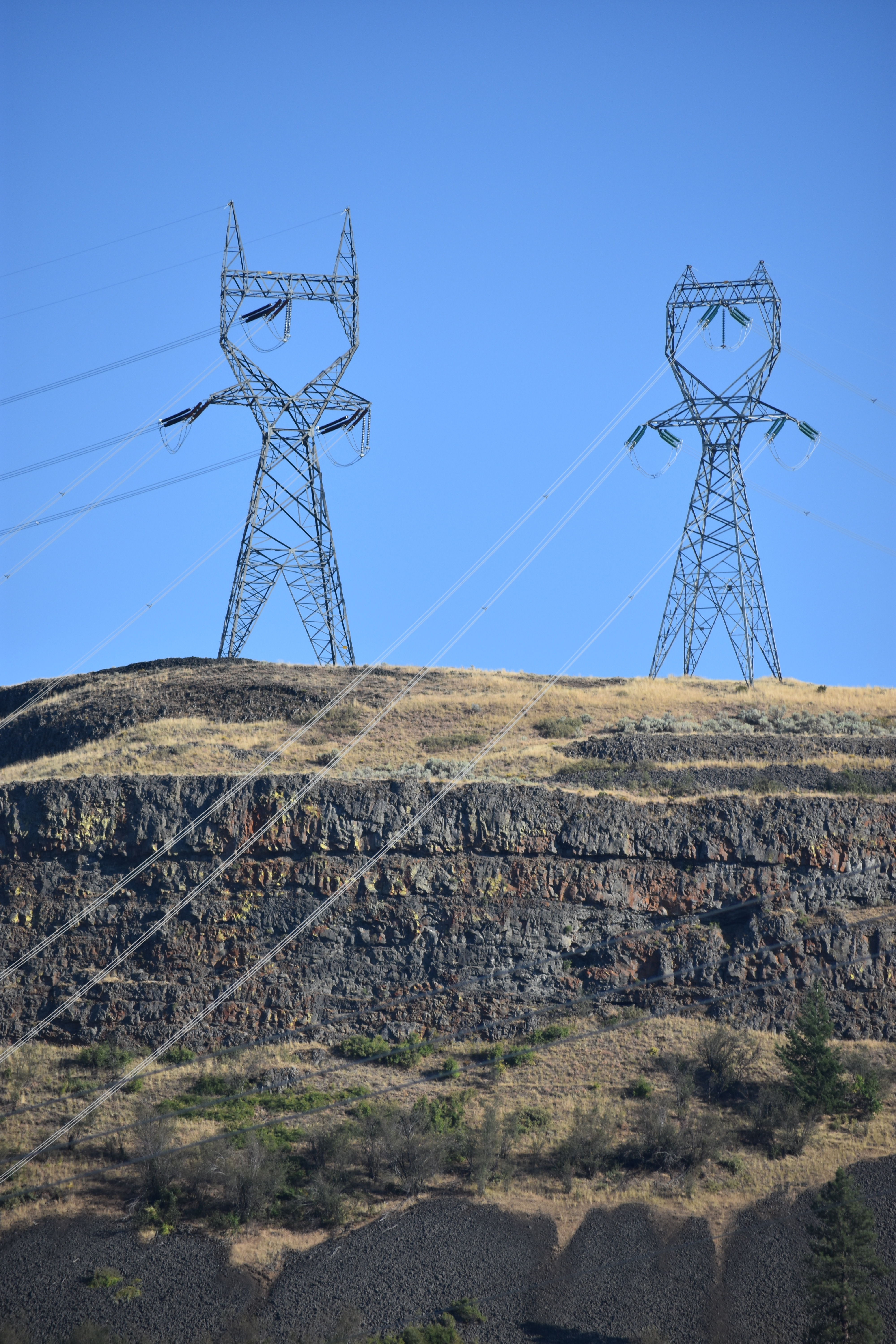
Twee katten

Een deltamast is een bovengrondse hoogspanningsmast waarbij een of meer traversen worden gedragen door een V-vormige vertakking, met vrijwel altijd minstens één geleider die binnen de vertakking loopt. 
Varianten van dit ontwerp worden ook wel bok, kat, kattenkop of zadelmast genoemd. Ook de naam Mae West komt voor.
Deltamasten met een enkel circuit komen het meest voor.
De drie geleiders kunnen aan dezelfde traverse hangen. 
Ze komen echter ook voor met twee of drie circuits.
De uiteinden van de V kunnen uitsteken boven de bovenste traverse, voor het dragen van de bliksemdraden.
Dit komt vooral voor bij grotere exemplaren.
De bouwvorm met een "middel" onder de vork zorgt voor enige flexibiliteit bij zijwaartse krachten, waardoor dit soort mast erg stabiel is.
Grote deltamasten zijn meestal gebouwd als vakwerkmast, kleinere uit simpele staalprofielen, maar ook wel van massief hout.

## Varianten
Er zijn vele varianten en verschillen. Deltamasten kunnen zijn uitgevoerd met:
- een tot drie traversen
- geen, een, of meerdere stellen extra ophangpunten aan armen aan de buitenzijde
- een tot drie circuits
- diverse geleiderconfiguraties: eenvlaksconfiguratie, donauconfiguratie, en meer.
- verschillende vormen van de vork, soms is die zelfs U-vormig
- geen tot soms vier ophangpunten voor bliksemdraden, aan de vork, de traverse, of aan zijarmen.

Als de mast behalve de gewone traversen ook nog lager naar buiten stekende armen heeft, doet de vorm denken aan een kattenkop met snorharen en oren. 
Men spreekt dan van een kat of kattenkop (chat in het Frans).
Een soortgelijke mast zonder traverse tussen de armen van de V heet gaffelmast.
Een zadelmast of bok (met één circuit) heeft niet de "kattenoren" en daardoor is de gelijkenis met een kat veel minder.

## Verbreiding
Dit ontwerp is in vele variaties wereldwijd in gebruik.
Het wordt veel gebruikt in Frankrijk, Spanje, Italië, in de landen van het voormalig Oostblok, Canada en de Verenigde Staten.
Ook in België is dit model vrij veel in gebruik, bijvoorbeeld voor enkelcircuitlijnen met 70kV.
Wegens de grote stabiliteit worden ze in Oostenrijk en Zwitserland hier en daar gebruikt.
In Nederland en Duitsland zijn er weinig, omdat verbindingen daar meestal dubbel worden uitgevoerd en dat wordt vaak gedaan met donaumasten.
In Nederland is de lijn Oterleek-Wijdewormer-Diemen in de provincie Noord-Holland uitgevoerd met deltamasten.
Dit is een 150kV-verbinding met drie circuits.

## Foto's

Deltamasten
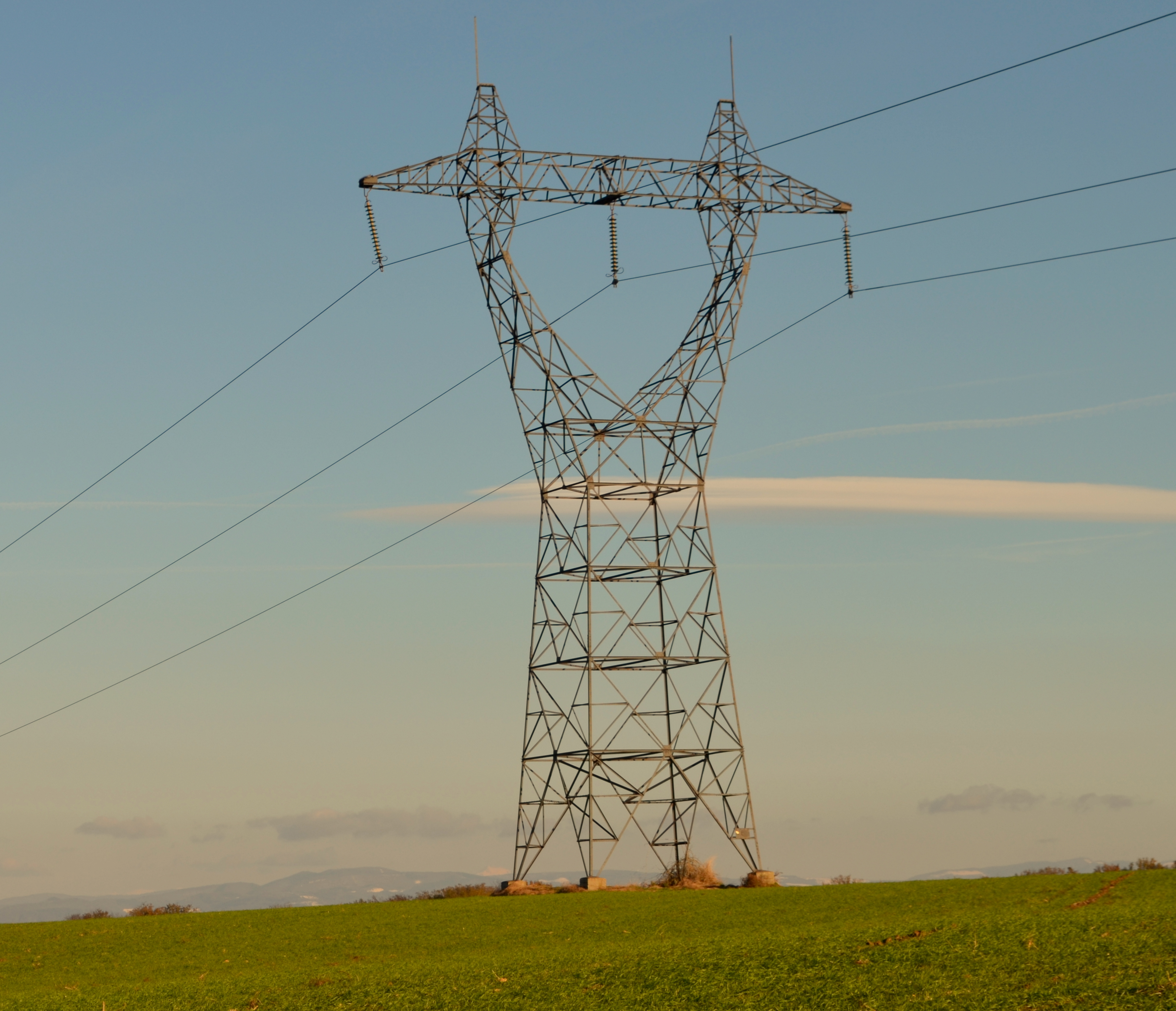
Deltamast met één traverse en één circuit in eenvlaksconfiguratie
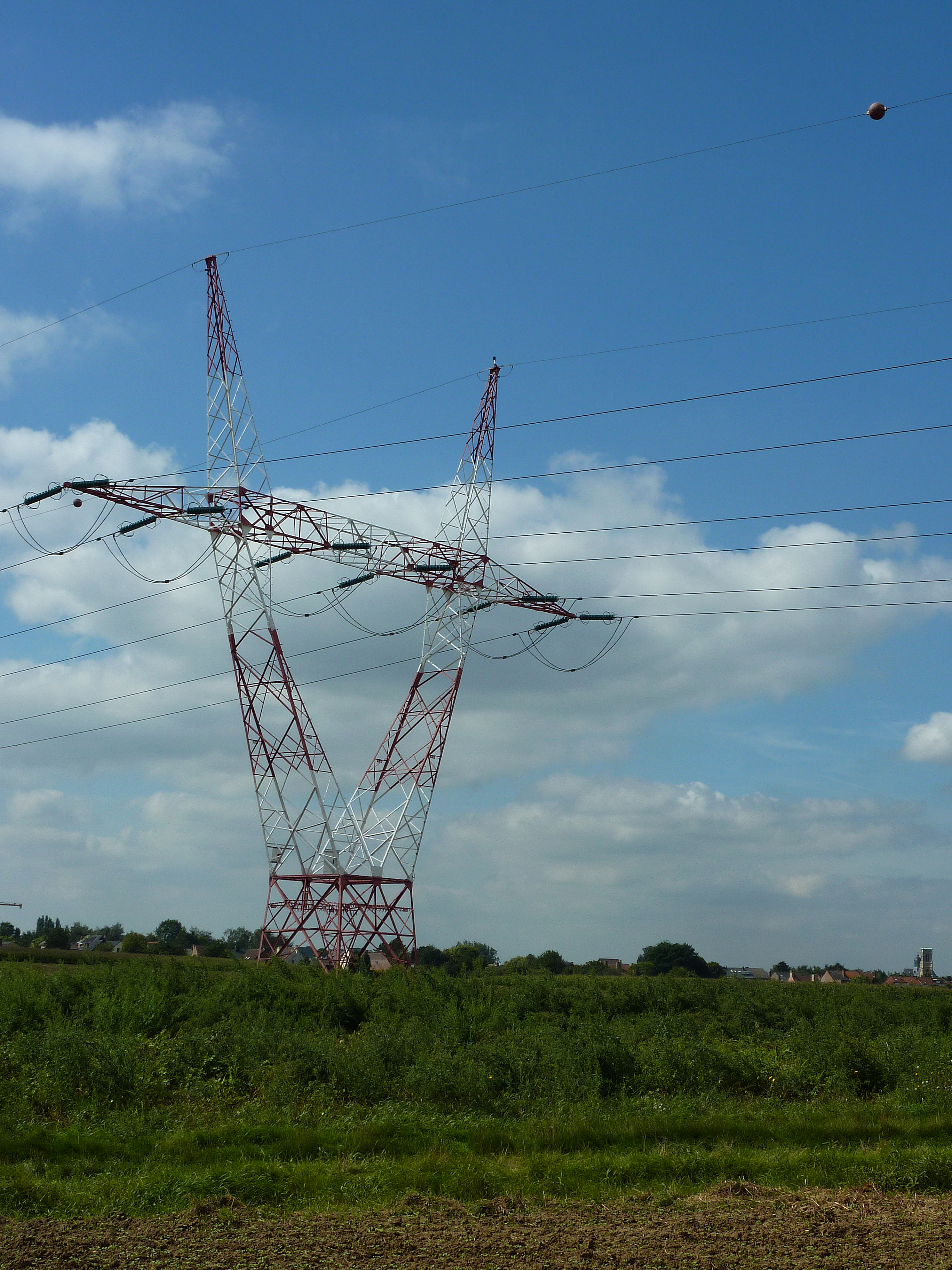
Deltamast met één traverse en twee circuits (eenvlaksconfiguratie) - laag vanwege nabije vliegvelden.
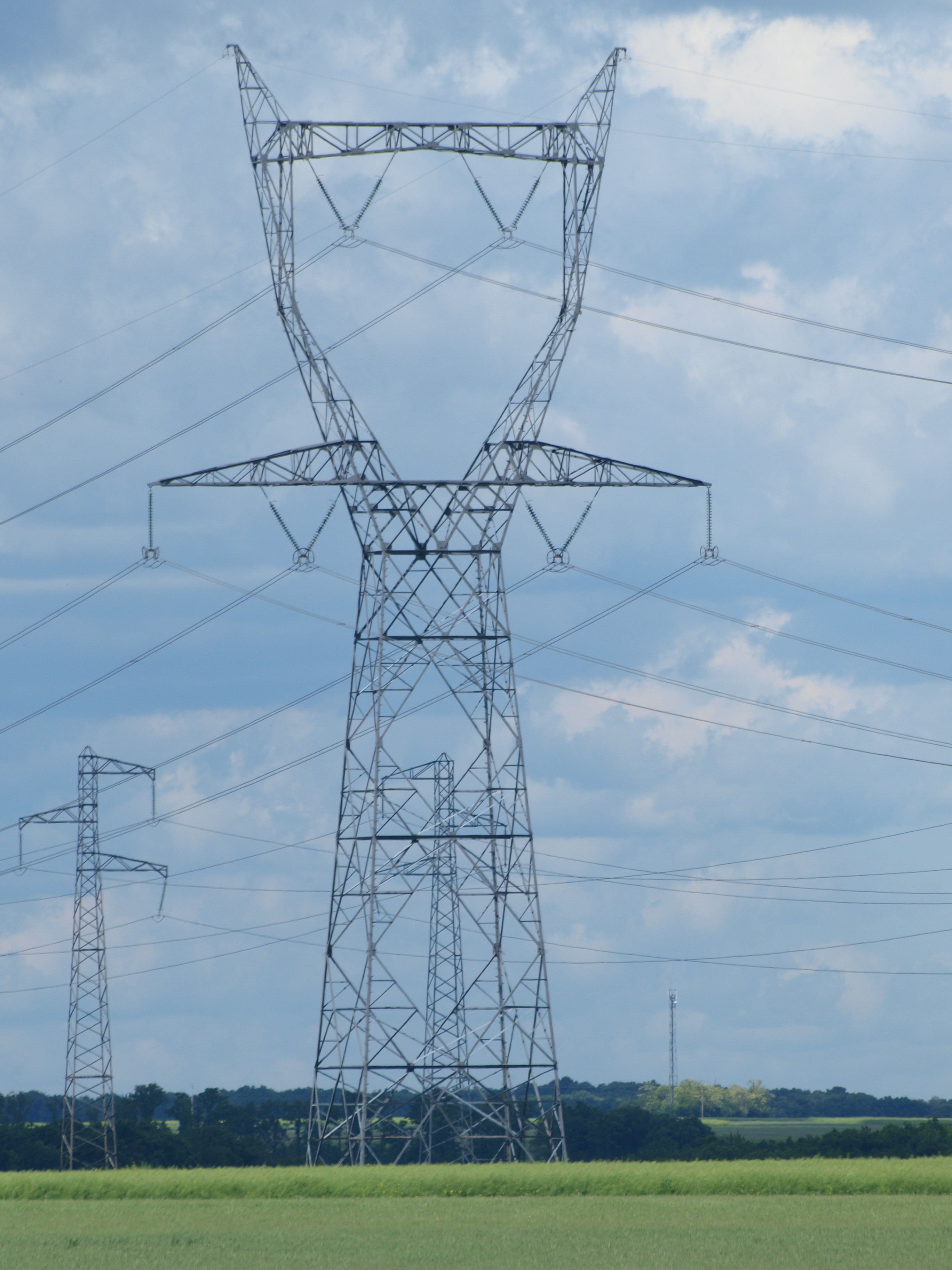
Deltamast met één traverse en één stel extra armen; draagt twee circuits
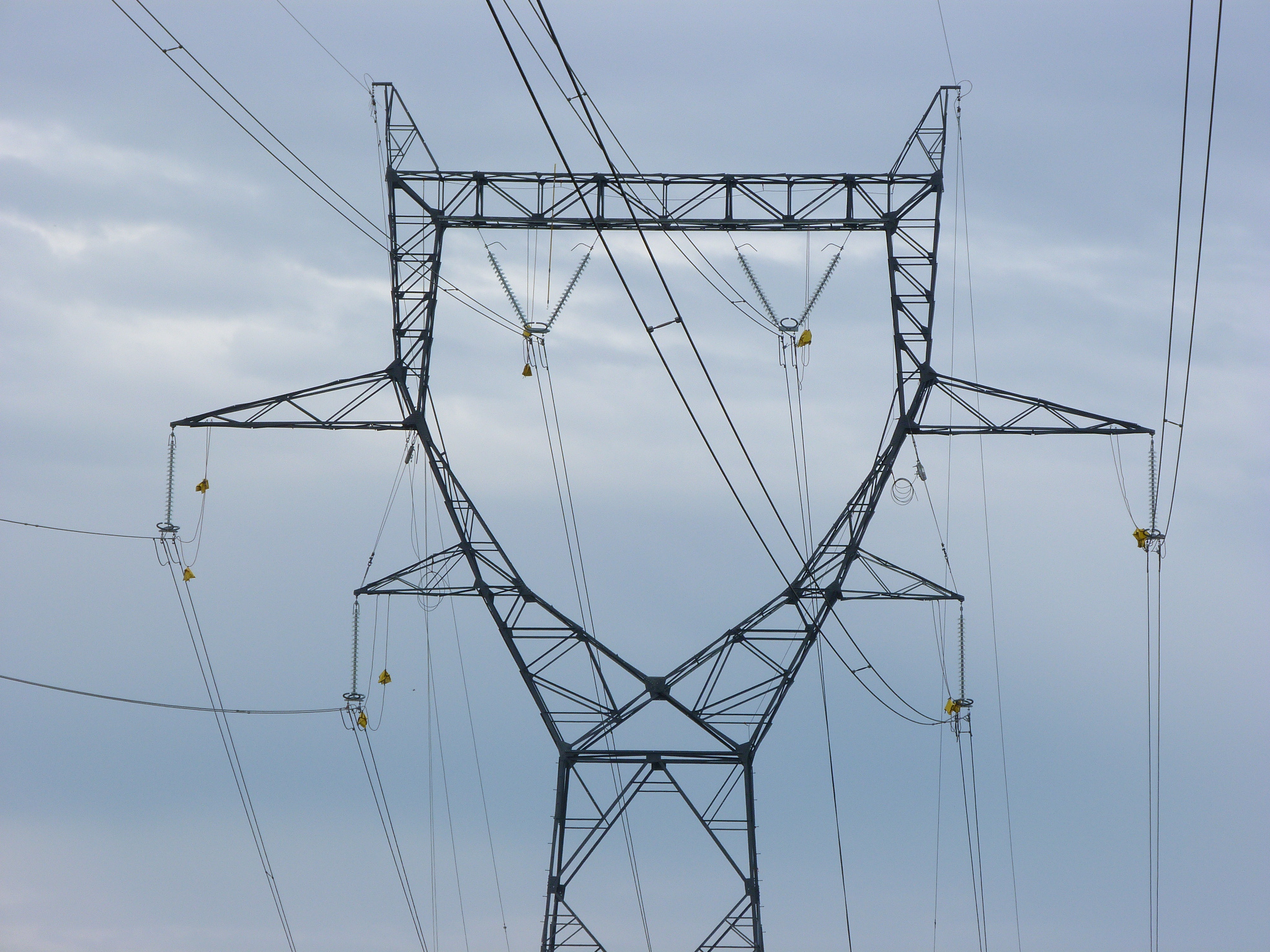
Deltamast met één traverse en twee stel extra armenen; draagt twee circuits
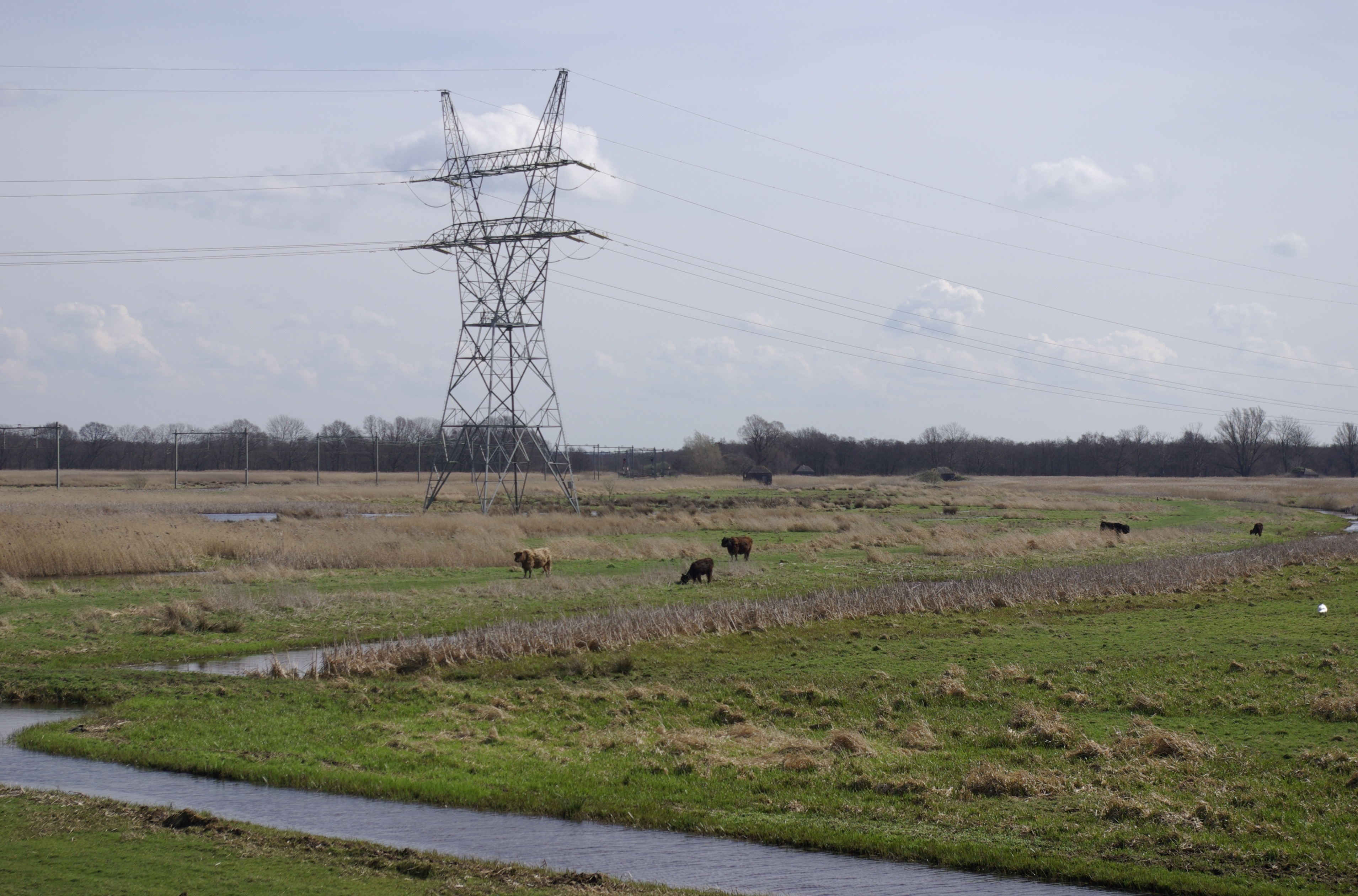
Deltamast met twee traversen en twee circuits, configuratie als een donaumast. Hier loopt géén geleider binnen de vork.
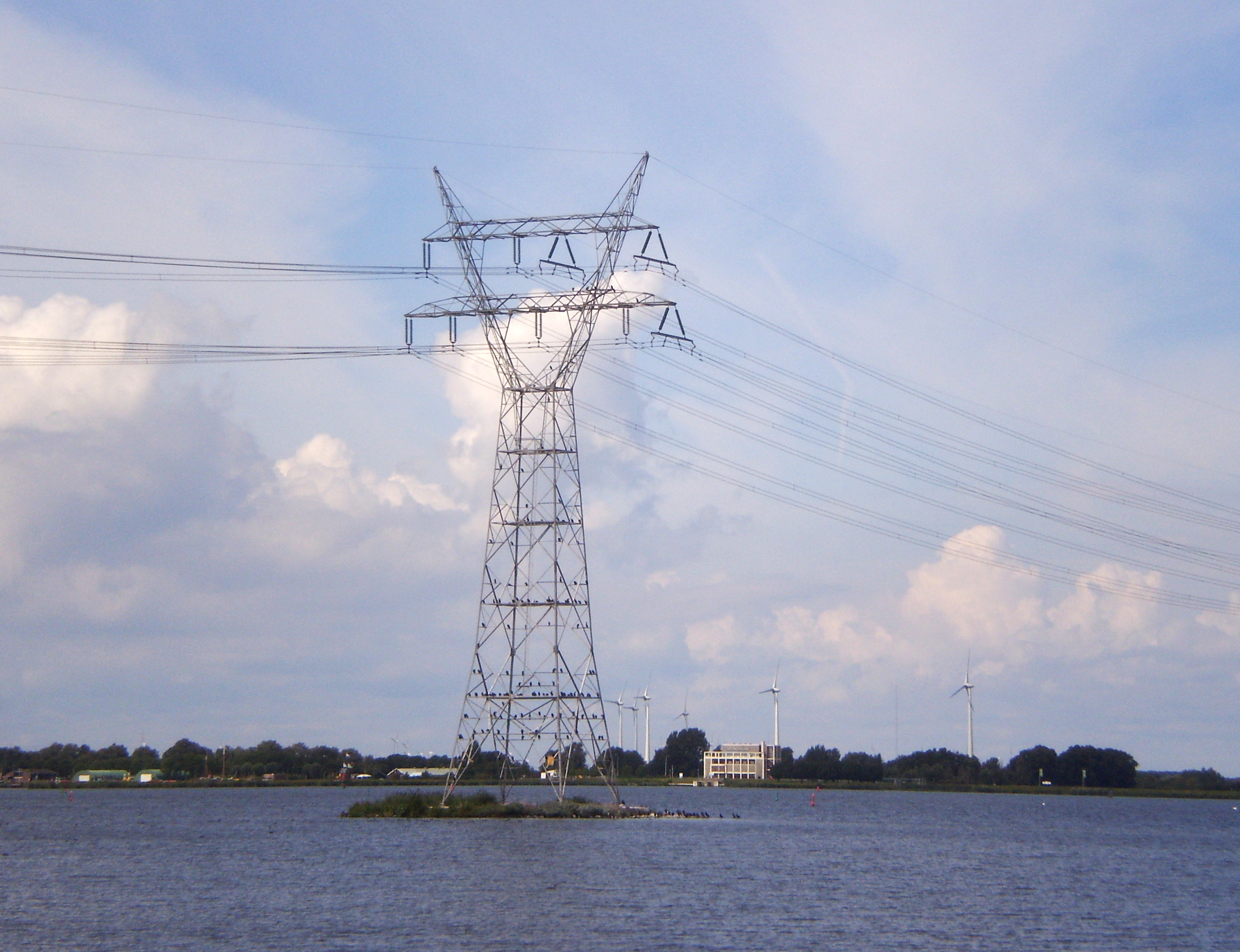
Deltamast met twee traversen en drie circuits
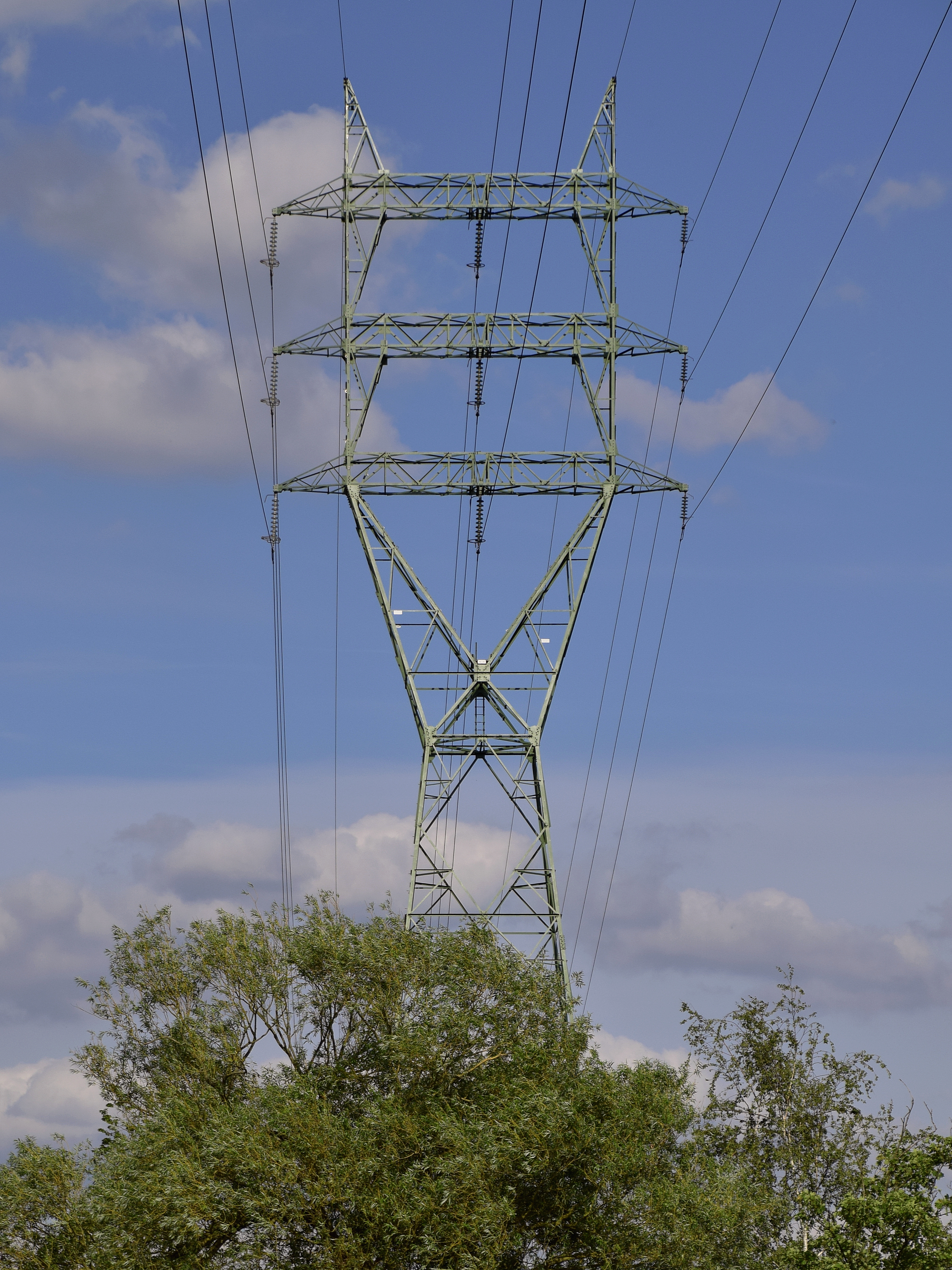
Deltamast met drie traversen en drie verticale circuits
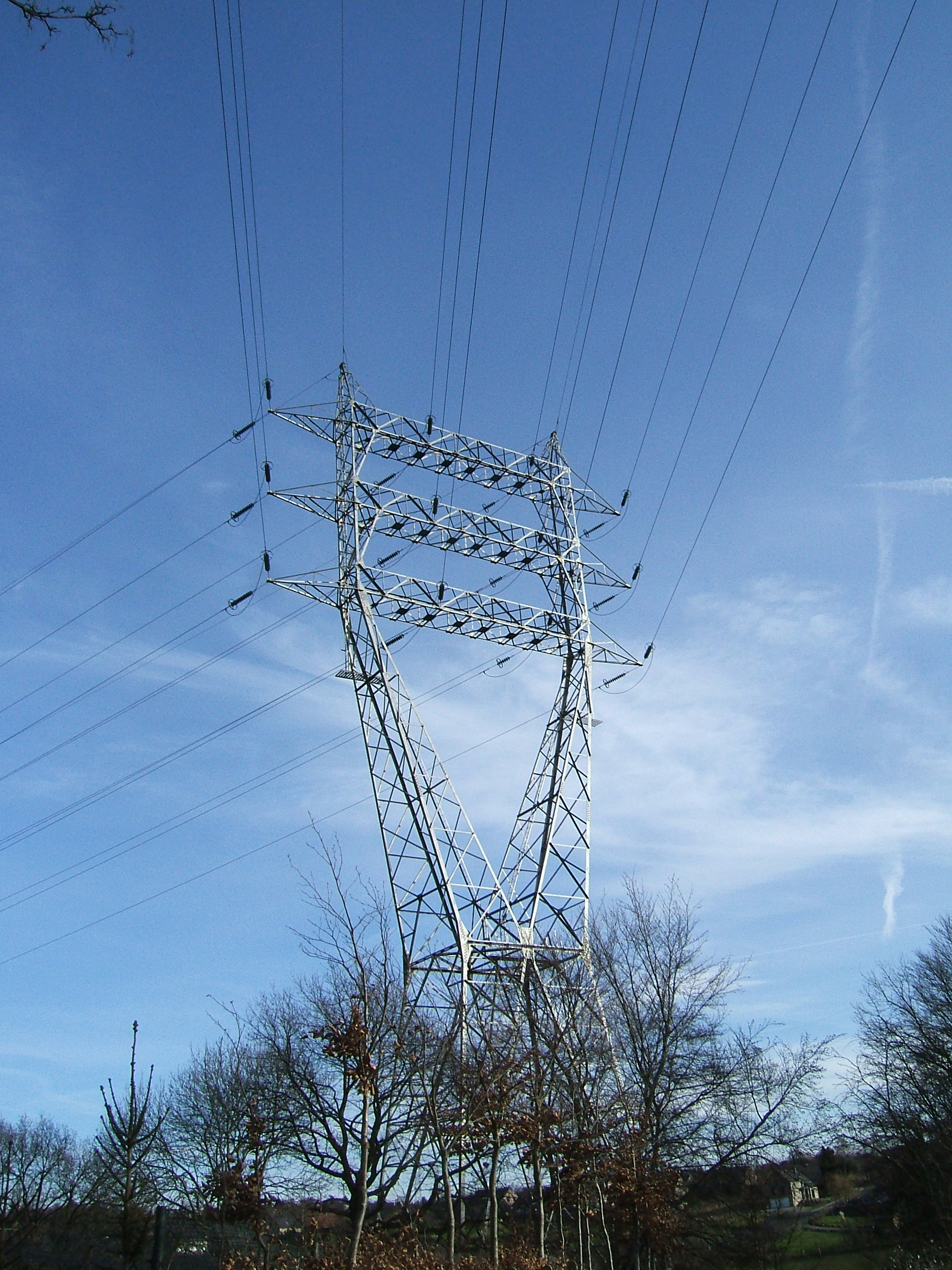
Deltamast met drie traversen en vier circuits
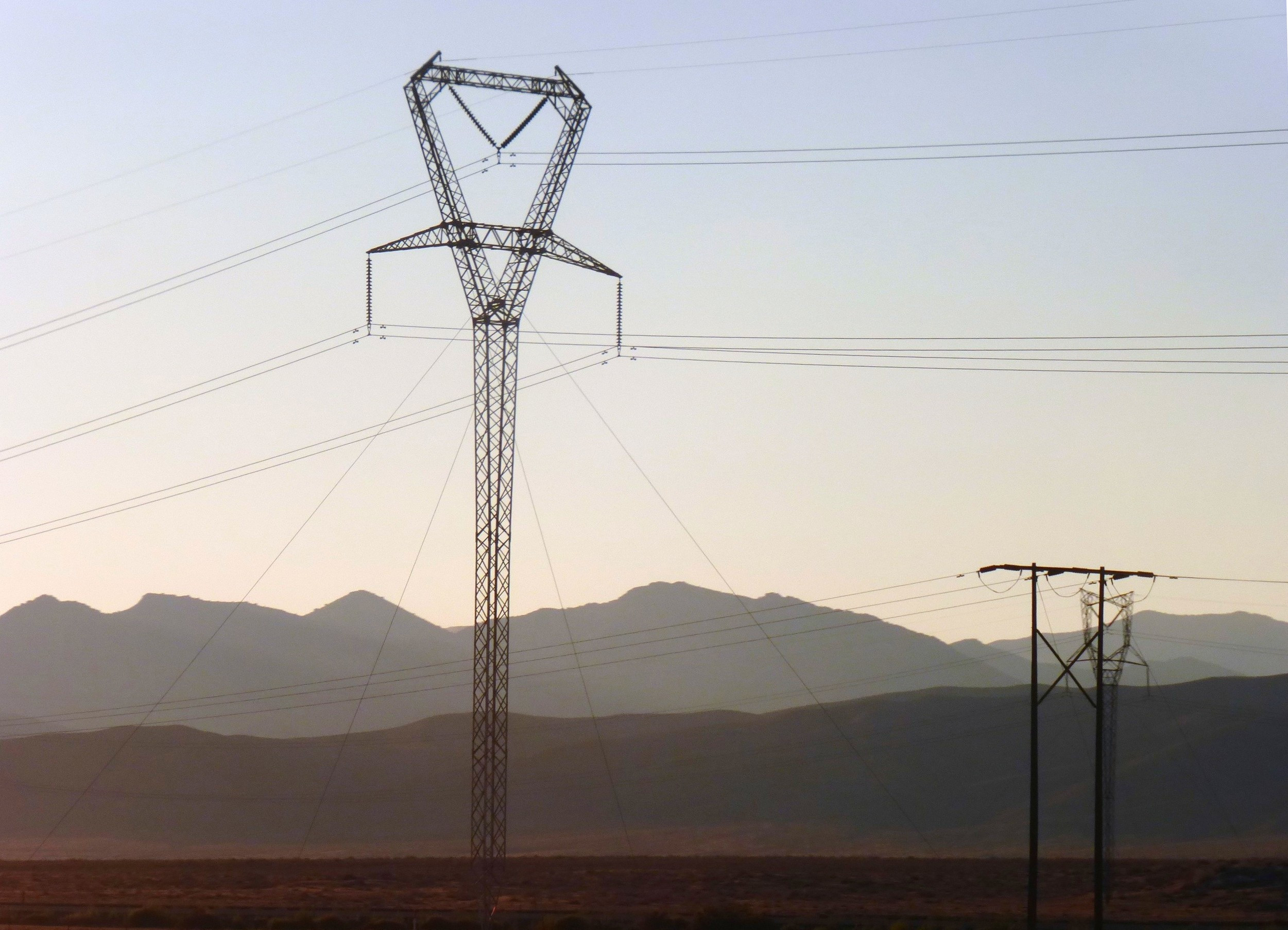
Deltamast met tuidraden
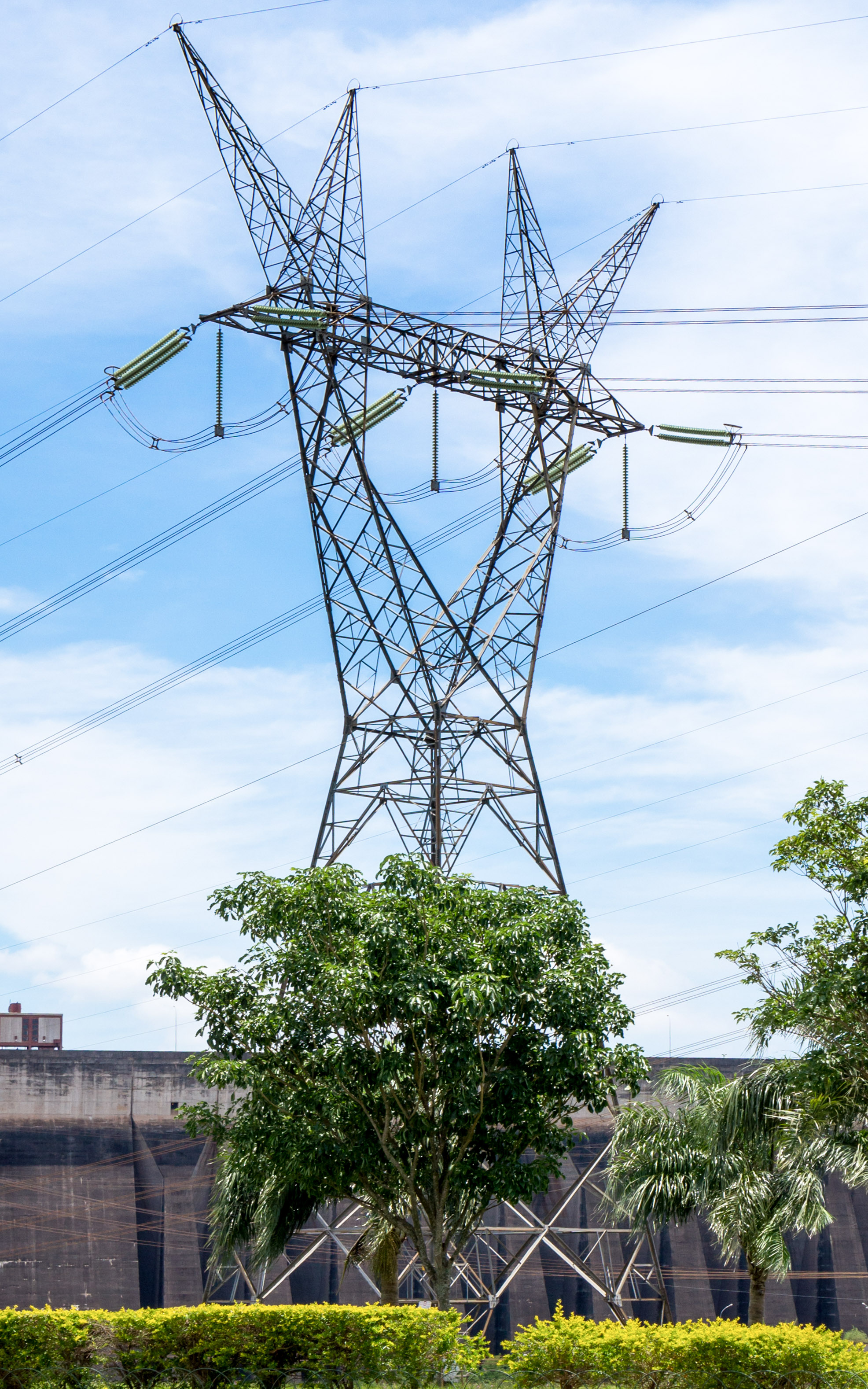
Één circuit, vier "oren" met bliksemdraden
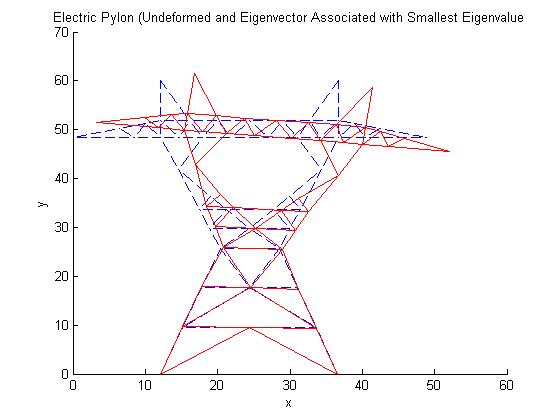
Zijwaartse vervorming van een deltamast
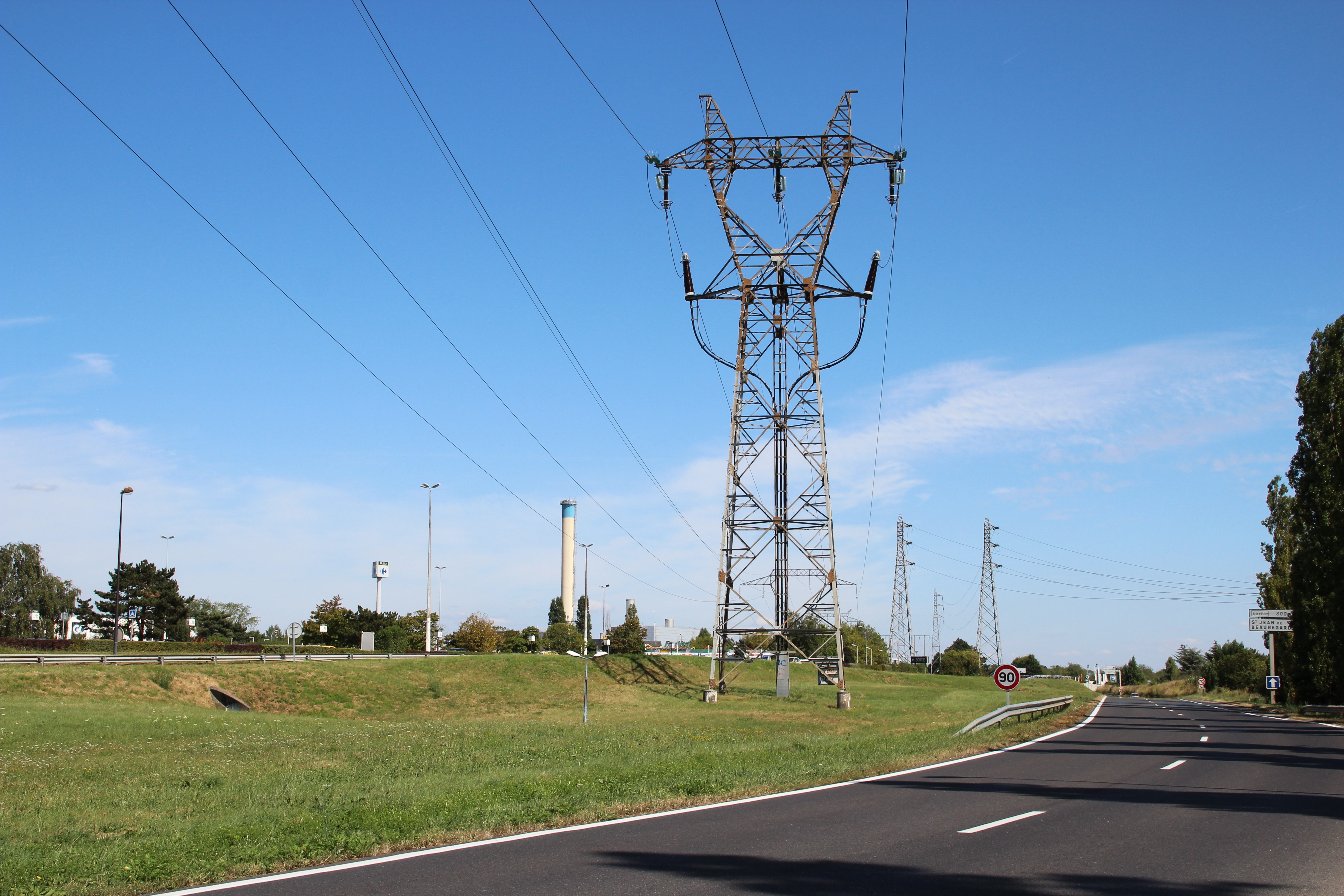
Aftakmast
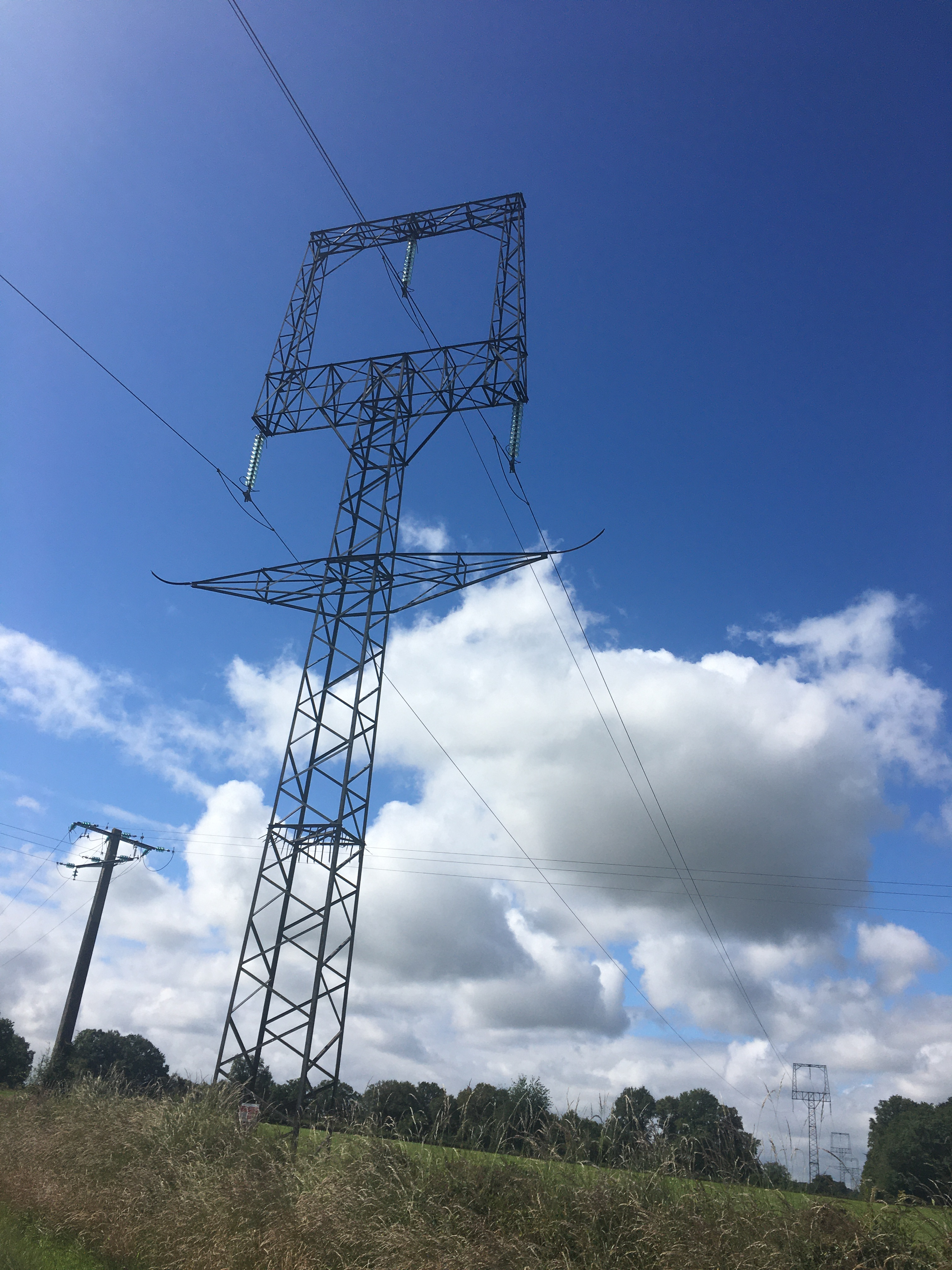
Deltamast, meer U-vormig dan V-vormig

Draadslachtoffers - Driefasespanning - Dwarsregeltransformator - Elektriciteitscentrale - Hoogspanningsleiding - Hoogspanningsnet - Kortsluitingen in hoog- en laagspanningsnetten - Netbeheerder - Onderstation - Scheidingsschakelaar - Vermogenschakelaar - Vermogenstransformatorwikkeling - Vermogenstransformator